# Diamonds on the Soles of Her Shoes
Diamonds on the Soles of Her Shoes (« Des diamants sur la semelle de ses chaussures ») est une chanson de l'auteur-compositeur-interprète américain Paul Simon. Il s'agit du quatrième single de son septième album studio, Graceland (1986), produit par Warner Bros. Records. Les voix des membres des Ladysmith Black Mambazo, un chœur masculin sud-africain, accompagnent le chanteur.

## De la création à la promotion
Diamonds on the Soles of Her Shoes a été écrit quand Paul Simon est allé en Afrique du Sud, à l'époque de l'apartheid. Sur place, il rassemble et enregistre diverses sonorités musicales locales et, dès son retour à New York, il finit l'album avec les artistes qu'il a rencontrés en Afrique du Sud.
Selon le récit fait par Simon dans le documentaire de Classic Album sur la création de Graceland, il interprète la chanson en direct dans le talk-show Saturday Night Live, à New York, le 10 mai 1986, avec tous les musiciens de l'album. Au cours de la performance, Paul Simon chante en live sur la piste instrumentale enregistrée du morceau, accompagné par les Ladysmith Black Mambazo qui feignent de chanter. Les Ladysmith Black Mambazo chantent en zoulou dans cette chanson. Leur refrain se traduit approximativement par : « Ce n'est pas habituel, mais de nos jours, nous voyons ces choses se produire. Ce sont des femmes, elles peuvent prendre soin d'elles-mêmes ». Paul Simon a rappelé que cette chanson n'était pas prévue à l'origine sur l'album Graceland. Après le Saturday Night Live Show, son label, Warner Bros, a décidé de repousser la date de sortie de l'album à l'automne, au lieu du mois de juillet initialement prévu. Paul Simon et son ingénieur du son Roy Halee ont alors décidé d'inclure la chanson dans l'album.
Dans l'émission, la chanson est introduite et annoncée par l'acteur Robin Williams.

## Fiche technique
- Paul Simon : chant, guitare
- Ray Phiri : guitare
- Bakithi Kumalo : basse
- Isaac Mtshali : batterie
- Youssou N'Dour, Babacar Faye, Assane Thaim, James Guyatt : percussion
- Lenny Pickett : saxophone ténor
- Earl Gardner : trompette
- Alex Foster : saxophone alto
- Ladysmith Black Mambazo : chœur

## Reprises
Le morceau a été repris par le Soweto String Quartet et fait partie de leurs plus grands succès. 
Le chanteur britannico-libanais Mika a fait une reprise piano-voix sur le piano d'Elton John dans l'émission de radio qu'il animait sur BBC Radio 2, Mika: The Art of Song.

## Classements
| Classement (1987)               | Meilleure place |
| ------------------------------- | --------------- |
| Australie (Kent Music Report)   | 69              |
| Canada Adult Contemporary (RPM) | 2               |